# أليس بيك كيهو
أليس بيك كيهو (بالإنجليزية: Alice Beck Kehoe)‏ هي عالمة آثار أمريكية، ولدت في 1934 في نيويورك في الولايات المتحدة.